# دوري الدرجة الثانية الياباني 2011
دوري الدرجة الثانية الياباني 2011 هو الموسم 13 من الدوري الياباني الدرجة الثانية. كان عدد الأندية المشاركة فيه 20، وفاز فيه نادي طوكيو.